# Parque Nacional Serra de Itabaiana
O Parque Nacional Serra de Itabaiana é uma reserva ecológica criada no dia 15 de junho de 2005 e administrada pelo Instituto Chico Mendes de Biodiversidade (ICMBio). Estende-se por aproximadamente 8.024,79 hectares, abrangendo os municípios sergipanos de Areia Branca, Campo do Brito, Itaporanga d'Ajuda, Laranjeiras, Malhador e Itabaiana. Contém os biomas de Mata Atlântica e Caatinga e diversas espécies de animais. Preserva 16 espécies de répteis, 24 de anfíbios, 62 de mamíferos e 123 espécies de aves.
Fica situado na Serra de Itabaiana que está a cerca de 38 km de Aracaju, a capital do estado e é de entrada gratuita. Os pontos mais conhecidos do parque são o Poço das Moças, a Gruta da Serra, a Via Sacra, o Caldeirão, o Parque dos Falcões e o alto da Serra, que têm o segundo ponto mais alto de Sergipe, a 659 metros de altitude.
Em 25/05/25 foi descoberto, pelo projeto “Itabaiana em Retratos”(página de Instagram, focada em imagens, e resgates históricos sobre a cidade de Itabaiana) um artigo(de 06 de julho de 2020), da revista “Brazilian Journal of Geology”, referente a um estudo técnico, que além de ricas informações sobre sua composição, revela a idade da “Serra de Itabaiana”, Cerca de 2.831 Bilhões de anos. 